# Dura (manzana)
Dura es el nombre de una variedad cultivar de manzano (Malus domestica). Esta manzana está cultivada en diversos viveros entre ellos algunos dedicados a conservación de árboles frutales en peligro de desaparición. Esta manzana es originaria de la  la comunidad autónoma de Extremadura concretamente de la provincia de Badajoz, donde tuvo su mejor época de cultivo comercial antes de la década de 1960, a partir de la cual fue desplazada en cultivos y en consumo por variedades de manzanas selectas foráneas; actualmente en menor medida aún se encuentra.

## Sinónimos
- "Manzana Dura",[5]
- "Dura 1762".[7][8]

## Historia
'Dura' es una variedad de manzana de la comunidad autónoma de Extremadura (provincia de Badajoz), cuyo cultivo conoció cierta expansión en el pasado, siendo una de las variedades de las consideradas difundidas, clasificándose en esta manera, pues en las distintas prospecciones llevadas a cabo por las provincias españolas, se registraron repetidamente y en emplazamientos diversos, a veces distantes, sin constituir nunca núcleos importantes de producción. Eran variedades antiguas, españolas y extranjeras, difundidas en el pasado por los viveros comerciales y cuyo cultivo se ha reducido a huertos familiares y jardines privados.
Actualmente (2020) su cultivo es anecdótico, estando en franco retroceso, se puede encontrar en algún vivero y en jardines particulares.

## Características
El manzano de la variedad 'Dura' tiene un vigor Medio; florece a finales de abril; tubo del cáliz pequeño, en embudo corto, estambres insertos por la mitad.
La variedad de manzana 'Dura' tiene un fruto de tamaño pequeño; forma esférica o semi ovada, rebajada de un lado, presenta contorno levemente irregular; piel levemente untuosa; con color de fondo verde amarillo, sobre color alto, siendo el color del sobre color rojo granate, siendo su reparto en chapa /rayas, con chapa rojo granate más o menos intenso con finas pinceladas más oscuras dejando ver, en una pequeña zona, el color del fondo verde amarillo, acusa punteado abundante, ruginoso o del color del fondo, en conjunto muy visible, y una sensibilidad al "russeting" (pardeamiento áspero superficial que presentan algunas variedades) débil; pedúnculo corto o medianamente largo y fuerte, anchura de la cavidad peduncular media o amplia, profundidad de la cavidad pedúncular profunda, rebajada de un lado, fondo limpio o iniciada chapa ruginosa verde grisácea, borde levemente ondulado, y con importancia del "russeting" en cavidad peduncular débil; anchura de la cav. calicina medianamente estrecha, profundidad de la cav. calicina casi superficial, borde liso o un poco ondulado y rebajado de un lado, fondo fruncido, rara vez liso, y con importancia del "russeting" en cavidad calicina débil; ojo cerrado; sépalos partidos.
La manzana 'Dura' tiene una época de maduración y recolección tardía, en otoño, se recoge desde inicios de octubre hasta finales de octubre, madura en el invierno, y de larga duración, aguantan hasta el verano siguiente. Se usa como manzana de mesa fresca.